# Xylodus adumbratus
Xylodus adumbratus är en insektsart som beskrevs av Henri Saussure 1859. Xylodus adumbratus ingår i släktet Xylodus och familjen Phasmatidae. Inga underarter finns listade i Catalogue of Life.